# Ethereal wave
Ethereal wave (Éterická vlna), také zvaný jako Ethereal darkwave v Evropě, a Ethereal goth či prostě Ethereal v USA je termín, který označuje subžánr Darkwave. Vyvinul se v letech 1983-1984 jako výsledek gotického rocku, přičemž Ethereal byl reprezentován hlavně skupinami jako Cocteau Twins a Dead Can Dance.

## Charakteristika
Typickým pro tento druh hudby je použití atmosférických kytarových zvukových palet, včetně efektů jako echo a zpoždění. Druhou typickou charakteristikou je použití nezvučných mužských nebo vysokých ženských vokálů a silný vliv ambientní hudby.